# إنغريد بولسو بردال
إنغريد بولسو بردال (بالنرويجية: Ingrid Bolsø Berdal)‏ (و. 1980 – م) هي ممثلة، ومغنية من النرويج.

## التعليم
تعلمت في أكاديمية أوسلو الوطنية للفنون.

## جوائز
حصلت على جوائز منها:
- Price of the culture of Inderøy  [لغات أخرى]‏ (2008)
- جائزة أماندا لأفضل ممثلة  [لغات أخرى]‏، عن عمل: الفريسة الباردة (2007).

## وصلات خارجية
- إنغريد بولسو بردال على موقع IMDb (الإنجليزية)
- إنغريد بولسو بردال على موقع قاعدة بيانات الأفلام العربية
- إنغريد بولسو بردال على موقع ألو سيني (الفرنسية)
- إنغريد بولسو بردال على موقع أول موفي (الإنجليزية)
- إنغريد بولسو بردال على موقع قاعدة بيانات الأفلام السويدية (السويدية)
- إنغريد بولسو بردال على موقع ديسكوغز (الإنجليزية)
- إنغريد بولسو بردال على موقع قاعدة بيانات الفيلم (الإنجليزية)
- إنغريد بولسو بردال على موقع كينوبويسك (الروسية)